# Макилрой, Джимми
Джеймс (Джимми) Макилрой (англ. Jimmy McIlroy; 23 октября 1931, Ламбег — 20 августа 2018) — североирландский футболист, играл на позиции полузащитника. По завершении игровой карьеры — футбольный тренер.
Выступал на родине за «Гленторан» и в английских клубах «Бернли», «Сток Сити» и «Олдем Атлетик», а также национальную сборную Северной Ирландии. Считается одним из величайших игроков в истории «Бернли», сыграв за «бордовых» 497 матчей, в которых забил 131 гол.

## Клубная карьера
Во взрослом футболе дебютировал в 1949 году выступлениями за клуб «Гленторан», в котором провел один сезон, приняв участие в 18 матчах чемпионата, в которых забил 8 голов.
Своей игрой за эту команду привлек внимание представителей тренерского штаба клуба «Бернли», к составу которого присоединился в марте 1950 года, сумма трансфера составила 7 тыс. фунтов. Очень быстро Макилрой стал одним из лидеров команды и помог «бордовым» стать чемпионами Англии сезона 1959/60 и дойти до финала Кубка Англии в 1962 году, где команда Джимми уступила со счетом 3:1 «Тоттенхему». Всего Макилрой отыграл за клуб из Бернли двенадцать сезонов своей игровой карьеры.
В начале 1963 года футболист за 25 тыс. фунтов перешел в «Сток Сити», которому в том же сезоне помог выиграть Второй дивизион и вернуться в элиту, а в следующем — выйти в финал Кубка Англии. Однако и второй свой финал Макилрой проиграл, на этот раз уступив со счетом 3:4 по сумме двух матчей «Лестер Сити».
Завершил профессиональную игровую карьеру в клубе «Олдем Атлетик» из Третьего дивизиона, где работал играющим тренером в течение 1965—1967 годов.

## Выступления за сборную
В 1951 году дебютировал в официальных матчах в составе национальной сборной Северной Ирландии.
В составе сборной был участником чемпионата мира 1958 года в Швеции, где ирландцы неожиданно смогли пройти групповой этап, а Кейт сыграл во всех пяти матчах сборной на турнире.
В течение карьеры в национальной команде, которая длилась 15 лет, провел в форме главной команды страны 55 матчей, забив 10 голов.

## Карьера тренера
1 января 1966 года Макилрой стал играющим тренером клуба «Олдем Атлетик», который боролся за сохранение прописки в Третьем дивизионе. Почти сразу Джимми подписал нескольких бывших одноклубников из «Стока», в том числе Билла Эспри, Алана Филпотта, Джорджа Киннела и Кейта Беббингтона. Однако Макилрой так и не смог улучшить результаты команды и подал в отставку после поражения со счетом 4-0 против «Лутон Тауна» 1 августа 1968 года, в день открытия сезона 1968-69 годов.
После отставки Макилрой вернулся в «Сток Сити», где в течение короткого времени работал помощником менеджера Тони Воддингтона, после чего перебрался в «Болтон Уондерерз», где стал тренером и помощником менеджера Нета Лофтгауса. После освобождения Лофтгауса Макилрой в сезоне 1970 года стал новым менеджером клуба, но подал в отставку уже через 18 дней из-за несогласия с продажей основных игроков.

## Память и награды
С 1996 года восточная трибуна домашнего стадиона «Бернли» Терф Мур названа в честь Макилроя.
В 2011 году Макилрой был награждён Орденом Британской империи (MBE) за заслуги в футболе и благотворительности.

## Титулы и достижения
- Чемпион Англии: 1959/60
- Победитель Второго дивизиона Футбольной Лиги: 1962/63
- Финалист Кубка Англии: 1962, 1964